# Walter Murch

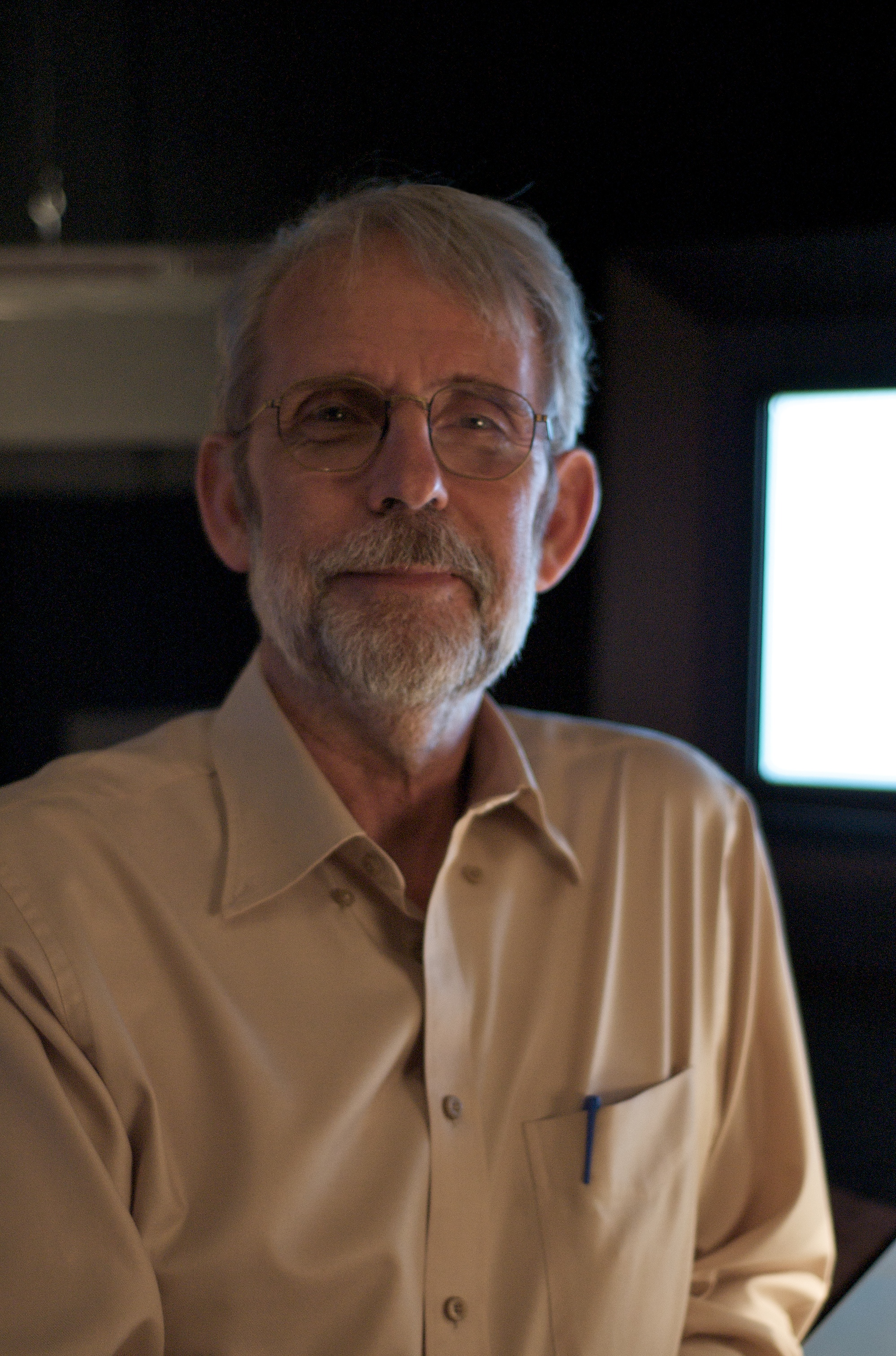
Walter Murch (2008)

Walter Scott Murch (* 12. Juli 1943 in New York City, New York) ist ein US-amerikanischer Filmeditor, Tonmeister, Drehbuchautor und Regisseur.
Bekannt wurde er vor allem durch seine Zusammenarbeit mit den Regisseuren George Lucas, Francis Ford Coppola und Anthony Minghella. Murch ist dreifacher Oscar-Preisträger für seine Arbeit als Tonmeister bei Apocalypse Now sowie als Filmeditor und Tonmeister bei Der englische Patient.

## Leben
Walter Murch wurde 1943 als Sohn von Katharine Murch (1908–1969; geborene Scott) und des aus Kanada stammenden Malers Walter Tandy Murch (1907–1967) geboren. Seine Großmutter väterlicherseits war die Musiklehrerin Louise Tandy Murch (1874–1976), deren Leben 1975 im Alter von 99 Jahren im Dokumentarfilm At 99: A Portrait of Louise Tandy Murch behandelt wurde.
Murch studierte von 1961 bis 1965 an der Johns Hopkins University. Von 1963 bis 1964 ging er mit seinem Kommilitonen Matthew Robbins für ein Auslandsjahr nach Europa, wo er romanische Sprachen und Kunstgeschichte in Perugia und an der Sorbonne in Paris studierte. Später erhielt er ein Stipendium für das Graduiertenprogramm der USC, an der er George Lucas kennenlernte. Er ging 1967 von der USC ab und wurde bei Encyclopaedia Britannica Educational Films eingestellt. Danach schnitt er Werbefilme bei Dove Films.
Murch arbeitete bei der Filmproduktionsgesellschaft American Zoetrope als Filmeditor und Mischtonmeister. Dort verantwortete er die Tonmischung bei Francis Ford Coppolas Film Liebe niemals einen Fremden (1969). Zusammen mit George Lucas schrieb er das Drehbuch für dessen ersten Langfilm THX 1138 (1971), das ursprünglich auf einem Treatment von Murch und Matthew Robbins basierte. Murch übernahm auch die Tongestaltung von Lucas′ Coming-of-Age-Film American Graffiti (1973).
Für Coppola arbeitete Murch als Post Production Consultant am Film Der Pate (1972). Danach war Murch für Coppolas nächsten Film Der Dialog (1974) als Sound Editor tätig. Für diese Arbeit erhielt er seine erste Oscar-Nominierung für den Besten Ton. Im gleichen Jahr übernahm er auch die Tonmischung für Coppolas Film Der Pate – Teil II.
Während seiner Tongestaltung für den Film Apocalypse Now (1979) etablierte er für diese Tätigkeit den Begriff „Sound Designer“, da er kein Mitglied der Gewerkschaft war und daher deren Vorgaben für einen Credit als Sound Editor nicht erfüllte. 1980 gewann er für seine Arbeit als Mischtonmeister bei Apocalypse Now seinen ersten Oscar. Für seine Arbeit als Filmeditor dieses Films wurde er ebenfalls für den Oscar nominiert.
1997 gewann Murch zwei weitere Oscars für den Filmschnitt und die Tongestaltung von Anthony Minghellas Der englische Patient. Auf Initiative von Rick Schmidlin schnitt Murch 1998 eine neue Version von Orson Welles′ Film Im Zeichen des Bösen. Der Film war gegen den Willen des Regisseurs 1958 vom Studio drastisch gekürzt und umgeschnitten worden, wogegen Welles in einem 58-seitigen Memorandum protestiert hatte. Auf Basis von Welles Ausführungen schnitt Murch den Film so um, wie er auf Basis des verfügbaren Materials bestmöglich dem Willen des Regisseurs entsprechen konnte.
Murch arbeitete mit Francis Ford Coppola an einem Director’s Cut von Apocalypse Now, der 2001 unter dem Titel Apocalypse Now Redux ins Kino kam.
Im Jahre 2003 folgte eine weitere Zusammenarbeit mit Anthony Minghella für dessen Film Unterwegs nach Cold Mountain. Dabei verwendete Murch erstmals die Apple-Software Final Cut Pro zusammen mit Standard-Power-Mac-G4-Rechnern für den Schnitt des Films. Das war zu dieser Zeit äußerst ungewöhnlich, da Avid Marktführer war und keine große Hollywoodproduktion auf einem so vergleichsweise günstigen System geschnitten wurde. Diese Arbeit brachte Murch eine weitere Oscar-Nominierung ein.
Regie führte Murch lediglich bei dem Film Oz – Eine fantastische Welt und der Folge The General der Animationsserie Star Wars: Clone Wars.
Basierend auf dem Transkript eines seiner Vorträge über die Kunst des Filmschnitts aus dem Jahr 1988 im australischen Sydney schrieb Murch das Buch In the Blink of an Eye. A Perspective on Film Editing, das in der deutschen Übersetzung von Ulrich von Berg unter dem Titel Ein Lidschlag, ein Schnitt. Die Kunst der Filmmontage 2004 im Alexander Verlag Berlin erschien. Das Buch wurde in weitere Sprachen übersetzt und gilt als Standardwerk über den Filmschnitt. Aus mehreren Gesprächen zwischen Murch und Michael Ondaatje, die beide über den Zeitraum mehrerer Jahre miteinander führten, entstand das Buch The Conversations. Walter Murch and the Art of Editing Film, das in der deutschen Übersetzung Die Kunst des Filmschnitts – Gespräche mit Walter Murch vorliegt. 2012 erschien eine Sammlung von Murchs Übersetzungen von Kurzgeschichten des italienischen Autors Curzio Malaparte unter dem Titel The Bird that Swallowed Its Cage.
2008 wurde er in die Wettbewerbsjury der 58. Filmfestspiele von Berlin berufen.
Murch ist seit 1965 mit Muriel Ann „Aggie“ Murch verheiratet und hat mit ihr vier Kinder. Das Paar lebt seit 1972 im kalifornischen Bolinas im Marin County.

## Filmografie (Auswahl)

### Filmeditor
- 1977: Julia
- 1979: Apocalypse Now
- 1986: Captain EO (Kurzfilm)
- 1988: Die unerträgliche Leichtigkeit des Seins (The Unbearable Lightness of Being)
- 1989: Call from Space (Kurzfilm)
- 1990: Ghost – Nachricht von Sam (Ghost)
- 1990: Der Pate III (The Godfather Part III)
- 1993: Das Kartenhaus (House of Cards)
- 1993: Romeo Is Bleeding
- 1994: I Love Trouble – Nichts als Ärger (I Love Trouble)
- 1995: Der 1. Ritter (First Knight)
- 1996: Der englische Patient (The English Patient)
- 1997: Der Pate – The Coppola Restoration (The Godfather Trilogy; Re-Edit)
- 1998: Im Zeichen des Bösen (Touch of Evil; Re-Edit)
- 1999: Der talentierte Mr. Ripley (The Talented Mr. Ripley)
- 2001: Apocalypse Now Redux (Re-Edit)
- 2002: K-19 – Showdown in der Tiefe (K-19: The Widowmaker)
- 2003: Unterwegs nach Cold Mountain (Cold Mountain)
- 2005: Jarhead – Willkommen im Dreck (Jarhead)
- 2007: Jugend ohne Jugend (Youth Without Youth)
- 2009: Tetro
- 2010: Wolfman (The Wolfman)
- 2012: Hemingway & Gellhorn (Fernsehfilm)
- 2013: Particle Fever – Die Jagd nach dem Higgs (Particle Fever, Fernsehfilm)
- 2014: Cutaways (Kurzfilm)
- 2015: A World Beyond (Tomorrowland)
- 2019: Coup 53 (Dokumentarfilm)

### Ton
- 1968: The New Cinema (Fernsehfilm)
- 1969: Liebe niemals einen Fremden (The Rain People)
- 1970: Gimme Shelter
- 1971: THX 1138
- 1973: American Graffiti
- 1974: Der Dialog (The Conversation)
- 1974: Der Pate – Teil II (The Godfather Part II)
- 1979: Apocalypse Now
- 1981: Der Drachentöter (Dragonslayer)
- 1990: Ghost – Nachricht von Sam (Ghost)
- 1990: Der Pate III (The Godfather Part III)
- 1993: Romeo Is Bleeding
- 1994: Crumb (Dokumentarfilm)
- 1995: Der 1. Ritter (First Knight)
- 1996: Der englische Patient (The English Patient)
- 1999: Der talentierte Mr. Ripley (The Talented Mr. Ripley)
- 2002: K-19 – Showdown in der Tiefe (K-19: The Widowmaker)
- 2003: Unterwegs nach Cold Mountain (Cold Mountain)
- 2005: Jarhead – Willkommen im Dreck (Jarhead)
- 2007: Seeing in the Dark (Fernsehfilm)
- 2007: Jugend ohne Jugend (Youth Without Youth)
- 2009: Tetro
- 2013: Particle Fever – Die Jagd nach dem Higgs (Particle Fever, Fernsehfilm)
- 2014: Cutaways (Kurzfilm)
- 2020: Mighty 6 (Fernsehserie, 1 Episode)

### Drehbuchautor
- 1971: THX 1138
- 1985: Oz – Eine fantastische Welt (Return to Oz)
- 2019: Coup 53 (Dokumentarfilm)

### Regisseur
- 1985: Oz – Eine fantastische Welt (Return to Oz)
- 2011: Star Wars: Clone Wars (Fernsehserie, Episode The General)

## Auszeichnungen
- 1980: Oscar für den Besten Ton für Apocalypse Now (mit Mark Berger, Richard Beggs, Nat Boxer)[16]
- 1997: Oscar für den Besten Schnitt für Der englische Patient[17]
- 1997: Oscar für den Besten Ton für Der englische Patient (mit Mark Berger, David Parker, Christopher Newman)[17]
- 2015: Internationales Filmfestival von Locarno: Vision Award[18]
- 2022: SoundTrack Cologne: Lifetime Achievement Award[19]

## Schriften
- Walter Murch: Ein Lidschlag, ein Schnitt. Die Kunst der Filmmontage. Alexander Verlag, Berlin, 2004, ISBN 3-89581-109-2.
- Curzio Malaparte, adaptiert und ins Englische übersetzt von Walter Murch: The Bird that Swallowed Its Cage: Selected Works of Curzio Malaparte. Counterpoint, 2012, ISBN 978-1-619-02061-0.